# Orcobol Fútbol Club
L'Orcobol Fútbol Club è una società calcistica boliviana di Cochabamba.

## Storia
In seguito alla sua fondazione prese parte al campionato del Dipartimento di Cochabamba. Esordì in LFPB nel 1991; in vista del campionato di massima serie la squadra si era rinforzata con alcuni ex membri della Nazionale di calcio boliviana, come Roly Paniagua, Arturo García o Silvio Rojas. Nell'Apertura ottenne la qualificazione alla seconda fase, grazie al quinto posto su 14 formazioni. Nel secondo turno terminò ultimo nel suo girone, avendo perso tutti e 6 gli incontri; nel Clausura 1991 ripeté la prestazione dell'Apertura, giacché, una volta qualificatosi alla seconda fase, uscì con 0 punti dal quadrangolare. Nel 1992 si posizionò 13º nel primo torneo con 21 punti; rimase escluso dal secondo torneo e quella rimase l'ultima stagione del club in prima divisione.